# تيريز كاسجرين
تيريز كاسجرين، حاصلة على وسام كندا الوطني ورتبة الإمبراطورية البريطانية، إضافة إلى امتلاكها لشهادة الدكتوراه في القانون. (10 يوليو 1896- 3 نوفمبر 1981) نسوية ومُصلحة وسياسية فرنسية كندية، وكانت عضواً في مجلس الشيوخ الكندي.

## حياتها ومسيرتها المهنية
وُلدت كاسجرين في بلدية سان إيرينيه ليه باين في مدينة كيبك الكندية، ونشأت في كنف عائلة ثرية. كانت والدتها الليدي بلانش ماكدونالد-فورجيت وكان والدها السير رودولف فورجيت. تزوّجت كاسجرين من السياسي الليبرالي الثري بيير-فرانسوا كاسجرين وأنجبت منه أربعة أطفال.
قادت كاسجرين حركة حق النساء في التصويت في مدينة كيبك قبيل الحرب العالمية الثانية. وأسست لجنة حق التصويت الإقليمية في عام 1921 وشنّت حملة للدفاع عن حقوق المرأة عامّة وعن حقّها في التصويت ضمن انتخابات مدينة كيبك خاصّة، إذ لم يُعط هذا الحق للنساء حتّى عام 1940. شغلت كاسجرين منصباً قياديّاً في رابطة حقوق المرأة بين عامي 1928 و1942، وفي ثلاثينيات القرن الماضي قدّمت البرنامج الإذاعي الشهير «أنثى».
ترشّحت كاسجرين بصفتها «ليبرالية مستقلّة» في الانتخابات الجزئية الفيدرالية في عام 1942، ومثّلت دائرة شارلوفوا-ساغونيه الانتخابية التي مثّلها من قبلها كلّ من والدها وزوجها.
غادرت كاسجرين الحزب الليبرالي بعد انتهاء الحرب العالمية الثانية، وانضمّت إلى اتحاد الكومنولث التعاوني الديمقراطي الاشتراكي (CCF) لتصبح واحدة من نوّاب الرئيس في الاتحاد في عام 1948. قادت كاسجرين جناح مدينة كيبك التابع للحزب بين عامي 1951 و1957، والذي كان يسمّى «الحزب الديمرقراطي الاشتراكي في كيبك»، وبذلك أصبحت أول امرأة تقود حزباً سياسياً في كندا. شاركت في الانتخابات الجزئية الفيدرالية في عام 1952 وفي الانتخابات العامة الفيدرالية في عام 1953 و1957 و1958، إذ كانت مرشّحة اتحاد الكومنولث التعاوني. وشاركت في الانتخابات العامة الفيدرالية في عامي 1962 و1963 بصفتها مرشّحة للحزب الديمقراطي الجديد. كما استغلّت كاسجرين برنامجها الانتخابي لتشنّ حملة ضد حكومة موريس دوبليسي.
في الستينيات من القرن الماضي، غدت كاسجرين ناشطة ضد الأسلحة النووية، وقد أسست في فبراير من العام 1961 جناح كيبك لصوت النساء (VOW) وشغلت منصب الرئيس الوطني له بين عامي 1962 و1963. وأسست رابطة حقوق الإنسان واتحاد نساء كيبك، وشغلت منصب رئيس جناح كيبك في الحزب الديمقراطي الجديد الذي كان خليفة اتحاد كومنولث التعاوني في ستينيات القرن الماضي. شاركت أيضاً في الانتخابات الفيدرالية الكندية في أبريل من العام 1963.
انتخبت كاسجرين رئيسةً لقسم كيبك التابع لجمعية مستهلكي كندا في عام 1969، وخلفت الرئيس الناطق بالإنجليزية دايفيد ماكفارلين، الذي اعتبر منصب رئاسة قسم كيبك غير قابل للإلغاء. لطالما سيطرت العناصر الناطقة بالإنجليزية على هذا المنصب، فقد استُخدمت اللغة الإنجليزية كلغة عمل أساسية. أعرب العديد من أعضاء الجمعية عن أمهلهم بحل هذه المشكلة بعد تولّي كاسجرين لمنصب الرئاسة.
عيّنت كاسجرين في مجلس الشيوخ الكندي في عام 1970 على يد رئيس الوزراء الكندي بيير ترودو، وبقيت في المجلس بصفتها مستقلّة لمدة تسعة أشهر قبل بلوغها سن 75 الذي يعتبر سن التقاعد الإلزامي. شككت كاسجرين أثناء وجودها في مجلس الشيوخ الكندي في سياسة رئيس الوزراء التي تتعلّق باستخدام النابالم ومبيدات أوراق الشجر الكندية في فيتنام.
توفيت كاسجرين في عام 1981، ودُفنت في مقبرة نوتردام دي نيج في مدينة مونتريال الكندية.

## التقدير
مُنحت كاسجرين وسام كندا برتبة ضابط تقديراً لإنجازاتها في عام 1967، وتمّت ترقيتها إلى رتبة رفيق في عام 1974.
سُمّيت كواحدة من الفائزين الأوائل بجائزة الحاكم العام إحياءً لذكرى «قضية الأشخاص» في عام 1979.
منحت كلية لويلا التي تعتبر إحدى المؤسسات التي شيّدت جامعة كونكورديا وسام «لويولا» لكاسجرين في عام 1974، وحصلت أيضاً على شهادة الدكتوراه الفخرية من جامعة كونكورديا في عام 1980.
أحدثت حكومة بيير ترودو الليبرالية «جائزة تيريز كاسجرين التطوّعية» في عام 1980، إلا أنها أُلغيت تحت إشراف وزارة برايام مولورني المحافظة في عام 1990. استعيدت هذه الجائزة من جديد في ظل وزارة جان كريتيان الليبرالية في عام 2001 ولكن ألغيت الجائزة مجدداً خلال حكم وزارة ستيفن هاربر المحافظة، وأعيدت تسميتها لتصبح «جائزة رئيس الوزراء التطوعية» في عام 2010. غُيّر اسم الجائزة مرة أخرى لتصبح «جائزة تيريز كاسجرين للإنجازات التطوّعية مدى الحياة» في ظل حكومة جاستن ترودو الليبرالية في عام 2016.
كرّم بريد كندا كاسجرين بمنحها ختماً بريدياً يحمل اسمها في عام 1985. وقد كُرّمت بوضع صورتها على ظهر ورقة الخمسين دولار النقدية الكندية ضمن «سلسلة الرحلات الكندية» جنباً إلى جنب مع «الخمسة الشهيرين» الذين وضعت صورة كلّ منهم على فئة من فئات العملة الكندية. أزيلت صورتها في عام 2012 بعد أن وُضع تصميم جديد لظهر ورقة الخمسين دولار النقدية الكندية.
وفي عام 2012، كشفت فخامة بولين ماروا والتي تعتبر أول سيدة تتولى منصب رئيسة وزراء كيبك عن تمثال لكاسجرين وإيدولا سان جان وماري كلير كيركلاند. وكان هذا التمثال الذي يقع بجانب تمثال جول لاسال بمثابة احتفال بالذكرى الخمسين لتعيين كيركلاند أول وزيرة لكندا.